# Fábio Vidal
Fábio Vidal (Guaianases, 30 de janeiro de 1978) é um ex-futebolista brasileiro que atuava como lateral esquerdo.

## Carreira
Iniciou sua carreira no Primavera, passou por outros clubes do Brasil como Ceará, Avaí.Hoje está Aposentado. Obteve destaque no Ceará onde participou do time Campeão Cearense em 2002 e do time que subiu para a Primeira Divisão em 2009.Decidiu se Aposentar no fim do primeiro semestre de 2011 no União São João e, decidiu cuidar de bases de Clubes de Futebol.
Em 2020, iniciou sua carreira como Diretor de Futebol do Primavera.

## Títulos
Valinhos
- Campeão Série B1-B do Campeonato Paulista: 1996

Lousano Paulista
- Campeão Copa São Paulo Futebol Júnior: 1997
- Campeão da Taça Bahia: 1997

Coritiba
- Campeão Paranaense: 1999

Etti Jundiaí / Paulista
- Campeão Série A2 do Paulista: 2001
- Campeão Brasileiro da Série C: 2001
- Campeão da Copa do Brasil - 2005[2]

Ceará
- Campeão Cearense: 2002